# Evangelische Kirche Neuenweg

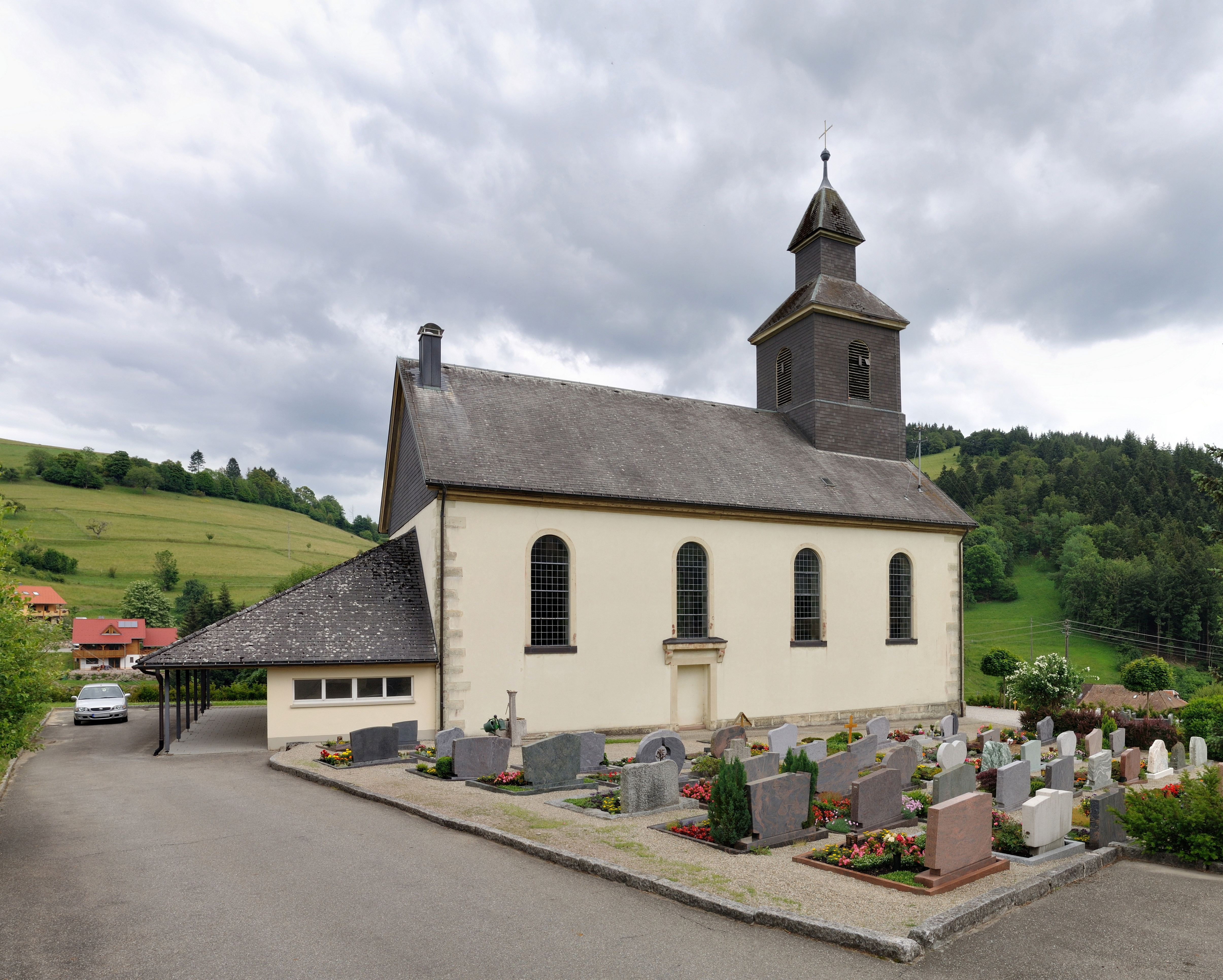
Evangelische Kirche Neuenweg von Nordwesten

Die Evangelische Kirche Neuenweg in der gleichnamigen Ortschaft Neuenweg, einem Ortsteil der Gemeinde Kleines Wiesental, wurde Anfang des 19. Jahrhunderts erbaut. Die erste, dem heiligen Nikolaus geweihte Kirche, wird bereits im 14. Jahrhundert zum ersten Mal erwähnt.

## Geschichte

### Vorgeschichte
Die erste Kirche in Neuenweg wurde urkundlich 1310 erwähnt. Die Nikolauskirche stand mitten im Dorfkern; sie war bis 1689 noch eine Filialkirche von Tegernau, bis sie in jenem Jahr zur selbstständigen Pfarrei erhoben wurde. Der überaus baufällige Zustand der Kirche Anfang des 18. Jahrhunderts erforderte derart gravierende Erneuerungen, dass sie fast einem Neubau gleichkamen. Die Glocken dieser Kirche müssen vor 1556 gegossen worden sein.
Während die bauliche Substanz der Kirche Mitte des 18. Jahrhunderts noch als gut beschrieben wurde, wurde die Innenausstattung als mangelhaft bezeichnet. Dazu mehrten sich Klagen über zunehmende Platzprobleme. Trotz der Behebung von Schäden und einer Verlängerung des Bauwerks um ein Drittel blieben die Maßnahmen nur unzureichendes Flickwerk. Aus einem Visitationsprotokoll von 1791 geht die Einschätzung hervor, die Kirche sei in sehr schlechtem Zustand und zu klein. Überdies riss ein Sturm 1801 einen Teil des Dachs weg; 1804 war es aus Sicherheitsgründen untersagt, die Glocken läuten zu lassen. Nach Fertigstellung der neuen Kirche 1808 wurde die baufällige Kirche abgerissen.

### Heutige Kirche
Bereits 1788 wurde der Auftrag für eine neue Kirche in Neuenweg gestellt. Aus Geldmangel konnten die Pläne von Landesbaumeister Meerwein allerdings nicht umgesetzt werden. Erst Anfang des 19. Jahrhunderts griff man das Vorhaben wieder auf und Werkmeister Ludwig Christian Krämer schuf in den Jahren 1804 bis 1805 Pläne nach Vorgaben von Friedrich Weinbrenner neue Entwürfe. Da man mit diesen nicht zufrieden war, griff man auf bestehende Weinbrenner-Pläne der Kirche in Kleinsteinbach bei Durlach zurück, die sich jedoch wiederum als zu kostspielig erwiesen. Als Kompromiss entschloss man sich, die Kirche aus einer Synthese von Plänen der Kirche in Tutschfelden bei Emmendingen und einer einfachen Ausführung der Kleinsteinbacher Kirche entstehen zu lassen.
Die Grundsteinlegung erfolgte am 17. Juni 1807 und bereits am 2. Dezember desselben Jahres waren die wichtigsten Arbeiten abgeschlossen. Die Bauleitung oblag dem Architekten Rebstock und Werkmeister Krämer. Bereits in der ersten Jahreshälfte 1808 konnte die neue Kirche eingeweiht werden.
Am 6. Oktober 1929 enthüllte man in einer Feier zwei vom Karlsruher Kunstmaler Carl Vocke für die Altarwand gefertigte Gemälde.
In den Jahren 1972 bis 1974 führte man umfassende Umbauarbeiten und Neugestaltungen im Innenraum aus. Dabei wurden auch die beiden Wandgemälde überdeckt und ein schlichtes Holzkreuz über dem Altar angebracht. Nach Ende der Außenrenovierung wurde die Kirche am 28. April 1974 erneut eingeweiht. In den Jahren 1996 und 1997 fand eine behutsam historisierende Innenrenovierung statt, die sich dem ursprünglichen klassizistischen Raumeindruck durch eine leicht veränderte Farbgestaltung wieder stärker annäherte.

## Beschreibung

### Kirchenbau

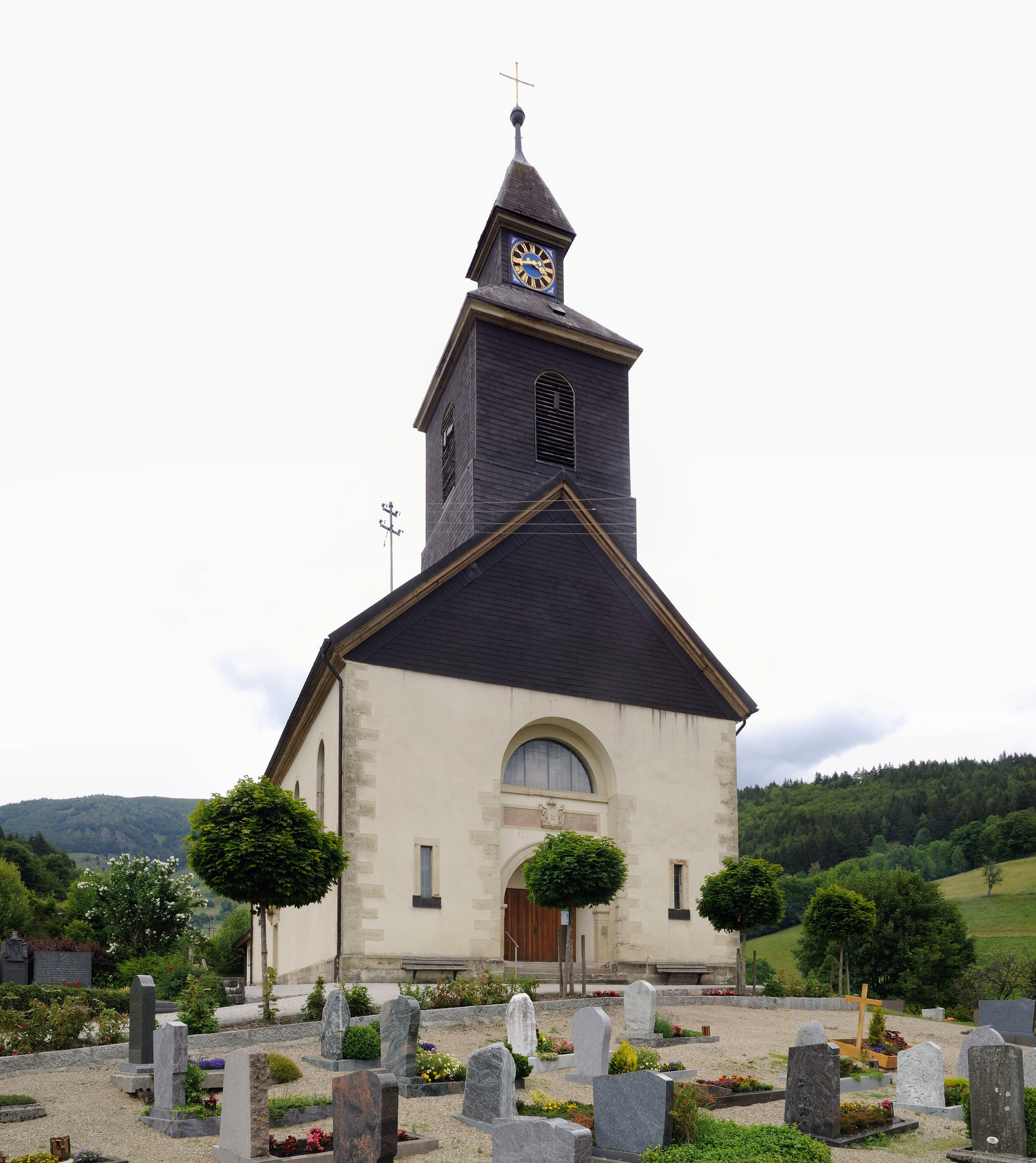
Südfassade

Die Evangelische Kirche in Neuenweg ist ein rechteckiger Saalbau, der an den Längsseiten des Langhauses über je vier rundbogige Fenster verfügt. Über dem Eingangsportal erhebt sich auf dem Satteldach gedeckten Langhaus ein quadratischer Dachreiter, auf dessen abgestumpftem Pyramidendach sich wiederum ein kleines quadratisches Türmchen mit Pyramidendach anschließt. Die rundbogigen Klangarkaden befinden sich im unteren Teil des Dachreiters. Über dem Eingangsportal befindet sich das Stadtwappen von Baden-Baden sowie eine Tafel mit Persönlichkeiten, die während der Erbauungszeit der Kirche Ämter ausübten. Die Kirche steht deutlich erhöht zum Ortskern inmitten des Friedhofs.

### Innenraum und Ausstattung
In den einfachen Saalbau ist eine flache Holzdecke eingezogen. Bestuhlt ist die Kirche mit einzelnen Stühlen, die beidseitig des Mittelgangs in Reihe angeordnet sind. Die Nordwand bildet dabei den Chor; an seiner Wand ist ein schlichtes Holzkreuz angebracht. Der Altartisch steht auf einem kleinen Podest, rechts davon befindet sich ein Kanzelpult, links ein Taufstein. Über dem Haupteingang steht die von vier Säulen getragene Orgelempore.

### Glocken und Orgel

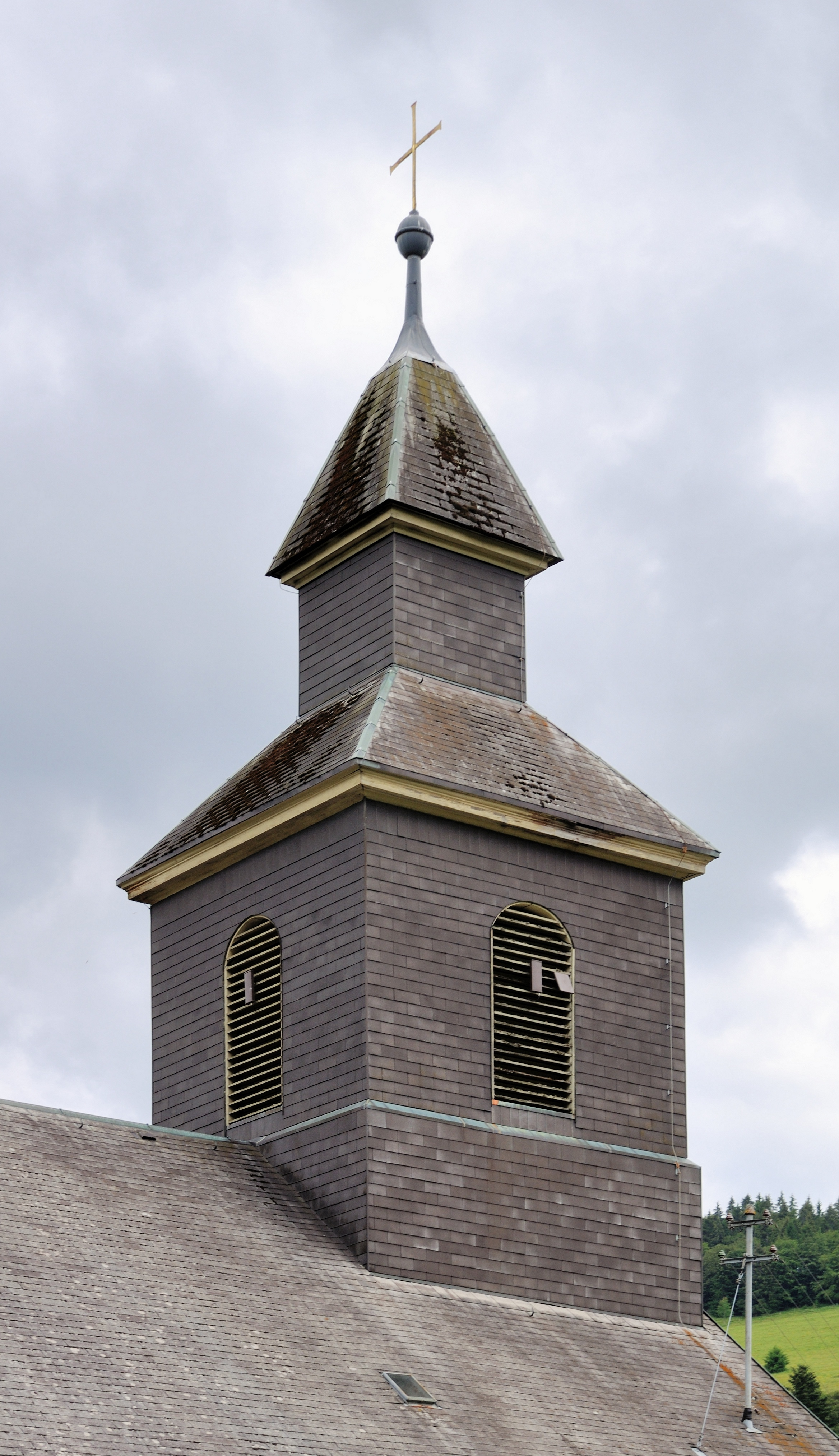
Dachreiter

Das heutige dreistimmige Stahlgeläut setzt sich wie folgt zusammen:
| Nr. | Schlagton | Gussjahr | Gießer                           |
| --- | --------- | -------- | -------------------------------- |
| 1   | b′        | 1870     | Benjamin Muchenberger, Blasiwald |
| 2   | g′        | 1950     | Bachert, Karlsruhe               |
| 3   | c′′       | 1950     | Bachert, Karlsruhe               |

1820 schuf Mathias Martin aus Waldkirch eine Schleifladenorgel, die bis 1954 in Betrieb war. 1957 wurde das Werk durch eine elektrische Traktur ersetzt und besaß ein Pedal und 13 Register. Die Orgel der Neuenweger Kirche kam bei den Umbauarbeiten Mitte der 1970er Jahre versehentlich zu Schaden und wurde aus ihrem Gehäuse mit Ausnahme weniger Holzpfeifen ausgebaut. Seither übernimmt ein Elektrikum der Firma Ahlborn deren Funktion.